# زباله الکترونیک

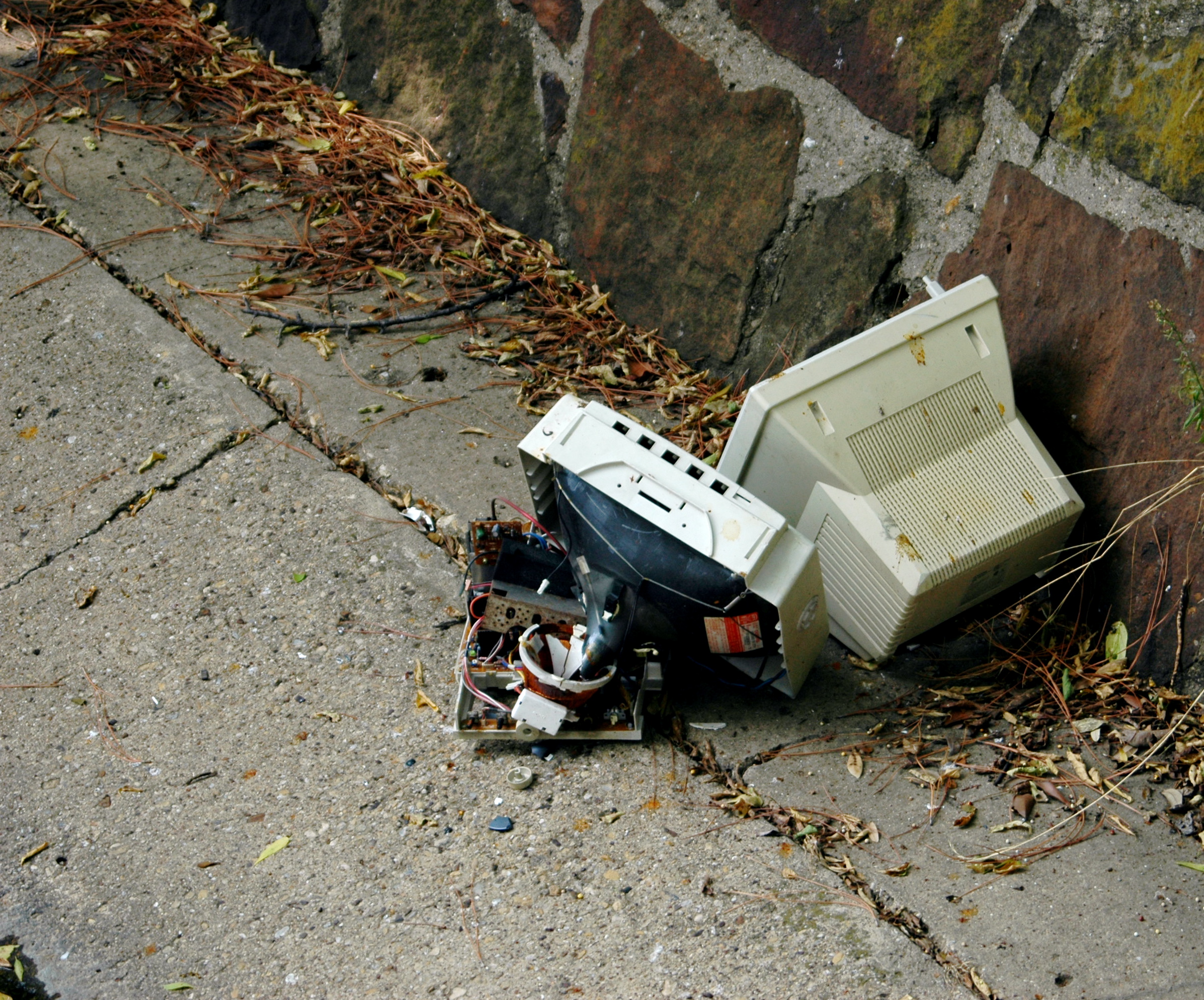
نمایشگر دور انداخته شده

زباله الکترونیکی (به انگلیسی: E-waste) به دستگاه‌های الکترونیکی مصرف شده و قطعات آنان همچون تلفن‌ها و رایانه‌ها، لوح فشرده و غیره گفته می‌شود که حاوی فلزات خطرناک مانند سرب، کادمیوم و جیوه هستند که در صورت رهاسازی در طبیعت پس از پایان عمر مفید و عدم بازیافت صحیح، آلوده‌کننده خطرناک محیط زیست به‌شمار می‌روند.

## مشکلات بوجود آمده

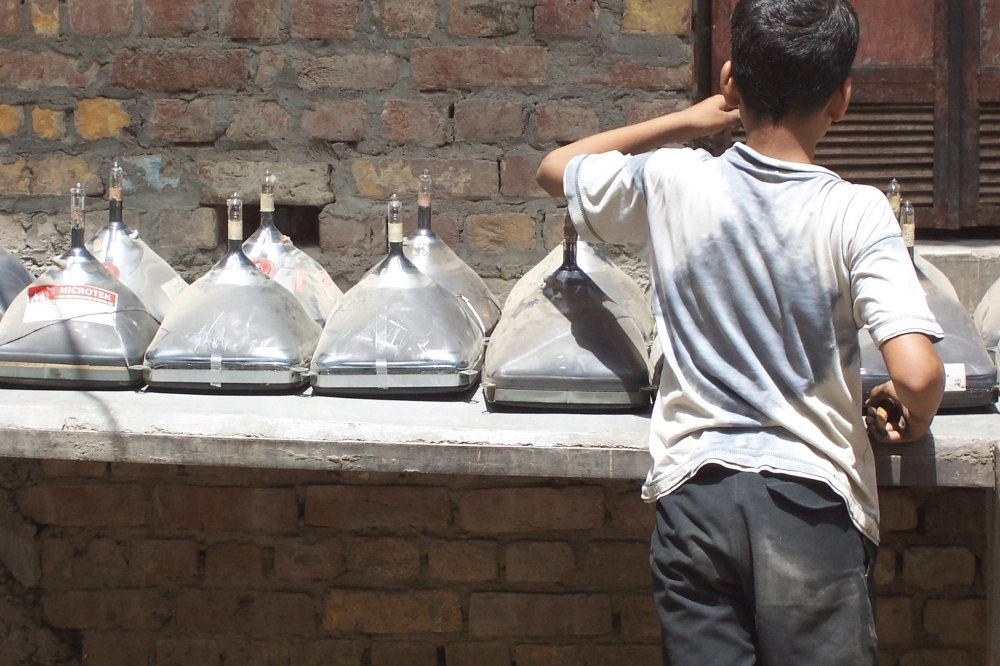
زباله‌های الکترونیکی اغلب به کشورهای در حال توسعه صادر می‌شود.

با اینکه کشورهای توسعه یافته و در راس آنان آمریکا بزرگترین تولیدکننده این تجهیزات به‌شمار می‌روند، اغلب این دستگاه‌ها پس از مصرف به کشورهای جهان سوم ارسال می‌شود. بازیافت غیراصولی زباله‌های الکترونیک در کشورهای جهان سوم به آلودگی‌های گسترده منجر گردیده‌است. طبق معاهده‌ای که سازمان ملل در سال ۱۹۸۹ برای کنترل روند صادرات زباله‌های خطرناک از کشورهای توسعه یافته به کشورهای فقیر اعلام کرد؛ هر کشوری می‌تواند به‌طور یکجانبه واردات این کالاها را ممنوع کند و کشورهای صادرکننده باید موافقت مشور واردکننده را جلب کنند. آمریکا هیچگاه این قرار داد را امضا نکرد و کشورهایی همچون چین به امید دستیابی به درآمدی ناچیز از محل بازیافت این تجهیزات از امضای این قرار داد خودداری کردند. هند، چین و بنگلادش به زباله‌دان‌های الکترونیک جهان مبدل شده‌اند و نگرانی‌ها درمورد مشکلات زیست‌محیطی این امر روبه افزایش است] (شبکه فناوری اطلاعات ایران، ۱۵ دی ۱۳۸۲) هم‌اکنون ۷۰٪ رایانه‌ها و موبایل‌های جهان در چین بازیافت می‌شود. در سال ۲۰۰۸ وزرای ۱۷۰ کشور جهان در بالی اندونزی گرد هم آمدند تا راه‌های بازیافت زباله‌های خطرناک از جمله زباله‌های الکترونیک را بررسی کنند. هم‌اکنون هیچ آماری از وضعیت زباله‌های الکترونیک در ایران در دست نیست و هیچ سازمانی نیز متولی رسیدگی به زباله‌های الکترونیک نیست. سازمان محیط زیست برای دفع زباله‌های الکترونیکی در کشور اقدام کند] (شبکه فناوری اطلاعات ایران، ۶ آذر ۱۳۸۵)